# فرودگاه بین‌المللی شهید صدوقی یزد
فرودگاه بین‌المللی شهید صدوقی یزد (یاتا: AZD، ایکائو: OIYY) فرودگاهی در شهر یزد در کشور ایران است که در فاصلهٔ ۱۰ کیلومتری مرکز شهر یزد و در دهستان فجر قرار دارد. این فرودگاه در تاریخ ۱۵ دی ۱۳۴۸ افتتاح شد.
این فرودگاه وضعیت «بین‌المللی» دارد  و پروازهای چارتر و برنامه‌ریزی‌شده‌ای از این فرودگاه به مقصد کشورهایی همچون سوریه و عراق انجام می‌شود و در ایام حج نیز پروازهایی به مقصد فرودگاه بین‌المللی ملک عبدالعزیز و فرودگاه شاهزاده محمد بن عبدالعزیز در عربستان سعودی از این فرودگاه انجام می‌شود.
در سال ۲۰۱۶ میلادی ۶٬۰۹۲ نشست و برخاست هواپیما در این فرودگاه انجام شد و ۶۷۲٬۱۶۷ نفر مسافر و ۴٬۳۱۷٬۴۹۶ کیلوگرم بار از طریق آن جابجا شدند.
این فرودگاه به عنوان محل استقرار شرکت هواپیمایی یزد معرفی شده است.

## شرکت‌های هواپیمایی و مقصدهای پروازی
| شرکت‌های هواپیمایی    | مقصدهای پروازی                    |
| -------------------- | --------------------------------- |
| هواپیمایی آتا        | تهران، مشهد                       |
| هواپیمایی آسمان      | تهران، مشهد                       |
| ایران ایر            | تهران، مشهد، اهواز، بندرعباس، کیش |
| هواپیمایی پویا       | تهران، مشهد، تبریز                |
| هواپیمایی کارون      | تهران، کرج                        |
| هواپیمایی کاسپین     | تهران، مشهد، کیش، نجف             |
| هواپیمایی فلای پرشیا | تهران                             |
| هواپیمایی یزد        | تهران، نجف                        |
| هواپیمایی سپهران     | مشهد                              |
| هواپیمایی ساها       | مشهد                              |
| پارس ایر             | تبریز                             |